# Эшбаев, Амирали
Амирали Эшбаев — советский хозяйственный, государственный и политический деятель, Герой Социалистического Труда.

## Биография
Родился в 1931 году в Дехканабадском районе. Член КПСС.
С 1950 года — на хозяйственной, общественной и политической работе. В 1950—1991 гг. — чабан по выпасу овец каракульской породы колхоза имени Ленина Дехканабадского района, старший чабан совхоза «Дехканабад», совхоза «50 лет СССР» Дехканабадского района Кашкадарьинской области Узбекской ССР.
Указом Президиума Верховного Совета СССР от 25 декабря 1976 года присвоено звание Героя Социалистического Труда с вручением ордена Ленина и золотой медали «Серп и Молот».
Избирался депутатом Верховного Совета Узбекской ССР 10-го созыва.
Живёт в Узбекистане.